# Condroma
Se conoce como condroma a un tipo de tumor benigno formador de cartílago, se incluye dentro del grupo de tumores óseos primarios. Se localiza frecuentemente en los huesos de las manos y raramente se maligniza para transformarse en un tumor maligno o condrosarcoma. Pueden distinguirse dos variedades según su localización en el hueso, si es central se denomina encondroma o condroma propiamente dicho, si es periférico recibe el nombre de condroma periostal.

## Tipos

### Condroma central o encondroma
Se presenta con más frecuencia entre los 20 y 50 años y se localiza preferentemente en los huesos de las manos, más raramente en pies y otros huesos largos como el fémur y el húmero. Generalmente no provocan síntomas y se detectan de forma casual al practicar una radiografía, en la cual se aprecia una imagen radiolúcida de forma redondeada y bien delimitada del hueso circundante, sobre todo aparecen en las metáfisis de los huesos largos y su interior presenta diferentes calcificaciones de aspecto moteado.

### Condroma periférico o periostal
Se llama también yuxtacortical y es menos frecuente que el anterior. Se observan sobre todo en huesos largos de manos y pies, también en otras localizaciones como el humero.

### Condromatosis
Se habla de condromatosis cuando existen numerosos condromas en diferentes localizaciones. Este cuadro puede asociarse a varios síndromes, como el síndrome de Maffucci y la enfermedad de Ollier.

## Síntomas
Generalmente no provocan síntomas y se detectan de forma casual al realizar una radiografía en la que aparece un área redondeada transparente en el hueso. En algunos casos cuando se localiza superficialmente, el paciente puede notar un abultamiento, sobre todo en la mano. En raras ocasiones puede predispones a una fractura por debilitamiento de la estructura del hueso, muy raramente se maligniza dando origen a un tumor maligno o condrosarcoma.